# Veyrières (Cantal)
Veyrières (okzitanisch Veirièiras) ist eine französische Gemeinde mit 120 Einwohnern (Stand 1. Januar 2022) im Département Cantal in der Region Auvergne-Rhône-Alpes (vor 2016 Auvergne); sie gehört zum Arrondissement Mauriac und zum Kanton Ydes. Die Einwohner werden Veyrièrois genannt.

## Geographie
Veyrières liegt in den nordwestlichen Ausläufern des Monts-du-Cantal-Massivs, etwa 43 Kilometer nordnordwestlich von Aurillac an der Dordogne, die die Gemeinde im Nordwesten begrenzt. Umgeben wird Veyrières von den Nachbargemeinden Champagnac im Norden und Nordosten, Bassignac im Osten, Jaleyrac im Süden, Arches im Südwesten und Westen sowie Sérandon im Westen und Nordwesten.

## Bevölkerungsentwicklung
| Jahr                       | 1962 | 1968 | 1975 | 1982 | 1990 | 1999 | 2006 | 2011 | 2019 |
| Einwohner                  | 231  | 228  | 200  | 147  | 136  | 116  | 117  | 133  | 119  |
| Quellen: Cassini und INSEE |      |      |      |      |      |      |      |      |      |

## Sehenswürdigkeiten
- Kirche Sainte-Croix aus dem 12. Jahrhundert